# Martin Dibelius
Martin Dibelius, född 14 september 1883, död 11 november 1947, var en tysk teolog.
Dibelius blev professor i Nya Testamentet i Heidelberg 1915. Dibelius var ett ledande namn under den samtida evangelieforskningen, och upphovsman till den så kallade "formhistoriska" metoden vilken innebär försök att framställa, hur den muntliga traditionen om Jesu ord och gärningar kommit till stånd, i det att evangelierna upplösas i sina ursprungliga beståndsdelar (perikoper) och dessas plats i det urkristna församlingslivet påvisas. Hans huvudarbete är Die Formgeschichte des Evangeliums, 1919. Dibelius skrev flera utmärkta monografier över urkristendomens historia och litteratur samt kommentarer till Nya Testamentet.